# 호의동승
호의동승(好意同乘)이란 자동차의 운행자가 대가를 받음없이 호의에 의해 동승케 하는 것으로 직장 출근시 지인을 태우고 출근하는 경우나 마을 어귀에서 만난 동네 어른을 태우고 운행하는 경우를 예로 들 수 있다.

## 손해배상책임
음주및 졸음상태의 운전자가 모는 차량에 호의동승으로 타고 가다 사고를 당했다면 본인에게도 50%의 책임이 있다는 판결이 있었다.

남자 친구가 운전하는 차를 호의동승으로 타고 가다, 상대방 가해 차량에 의해 사고를 당했다면 동승자 책임이라는 판결도 있다.

## 판례
- 호의동승 사실 그 자체를 운행자의 책임을 부정하거나 감경의 사유로 볼 수 없다고 한다[4].
- 함께 술을 마신 조카를 태우고 가다 사고가 난 사안에서, 동승자의 과실을 고려하여 손해배상액을 50% 감액하였다[5]
- 차량의 운행자가 아무런 대가를 받지 아니하고 동승자의 편의와 이익을 위하여 동승을 허락하고 동승자도 그 자신의 편의와 이익을 위하여 그 제공을 받은 경우 그 운행 목적, 동승자와 운행자의 인적관계, 그가 차에 동승한 경위, 특히 동승을 요구한 목적과 적극성 등 여러 사정에 비추어 가해자에게 일반 교통사고와 동일한 책임을 지우는 것이 신의법칙이나 형평의 원칙으로 보아 매우 불합리하다고 인정될 때에는 그 배상액을 경감할 수 있으나, 사고 차량에 단순히 호의로 동승하였다는 사실만 가지고 바로 이를 배상액 경감사유로 삼을 수 있는 것은 아니다.[6]

## 참고 문헌
- 양창수, 호의동승자에 대한 자동차 보유자의 배상책임"-외국의 예", 황적인박사화갑기념논문집, 290면.

## 같이 보기
- 교통사고
- 자동차손해배상 보장법
- 호의관계